# Sessil Plesche
Sessil Plesche (russisch Сесиль Плеже; * 3. September 1979 in Moskau, RSFSR, Sowjetunion) ist eine russische Theater- und Filmschauspielerin.

## Leben
Plesche wurde als Tochter eines französischen Ingenieurs und einer russischen Pianistin in Moskau geboren. Ihre Kindheit verbrachte sie in Paris und übte Eiskunstlauf aus. Sie vertrat die französische Nationalmannschaft bei Meisterschaften. Seit 2000 lebt sie wieder in ihrer Geburtsstadt Moskau und schloss 2005 die dortige Russische Akademie für Theaterkunst erfolgreich ab. Sie gehörte außerdem zum Ensemble des Russischen Akademischen Jugendtheater.
Sie wirkte auch in Fernseh- und Filmproduktionen mit. 2018 hatte sie eine größere Rolle in The Mermaid – Lake of the Dead. Seit 2020 wirkt sie in der russischen Fernsehserie Wolf Trap mit.

## Filmografie (Auswahl)
- 2006: Papa na vse ruki (Папа на все руки) (Fernsehserie)
- 2014: Kino pro Alekseeva (Кино про Алексеева)
- 2017: Alexithymia (Алекситимия)
- 2018: The Mermaid – Lake of the Dead (Rusalka: Ozero myortvykh/Русалка. Озеро мёртвых)
- seit 2020: Wolf Trap (Rikoshet/Рикошет) (Fernsehserie)